# Băzești
Băzești – wieś w Rumunii, w okręgu Alba, w gminie Sohodol. W 2011 roku liczyła 27 mieszkańców.